# Südfriedhof (Kiel)

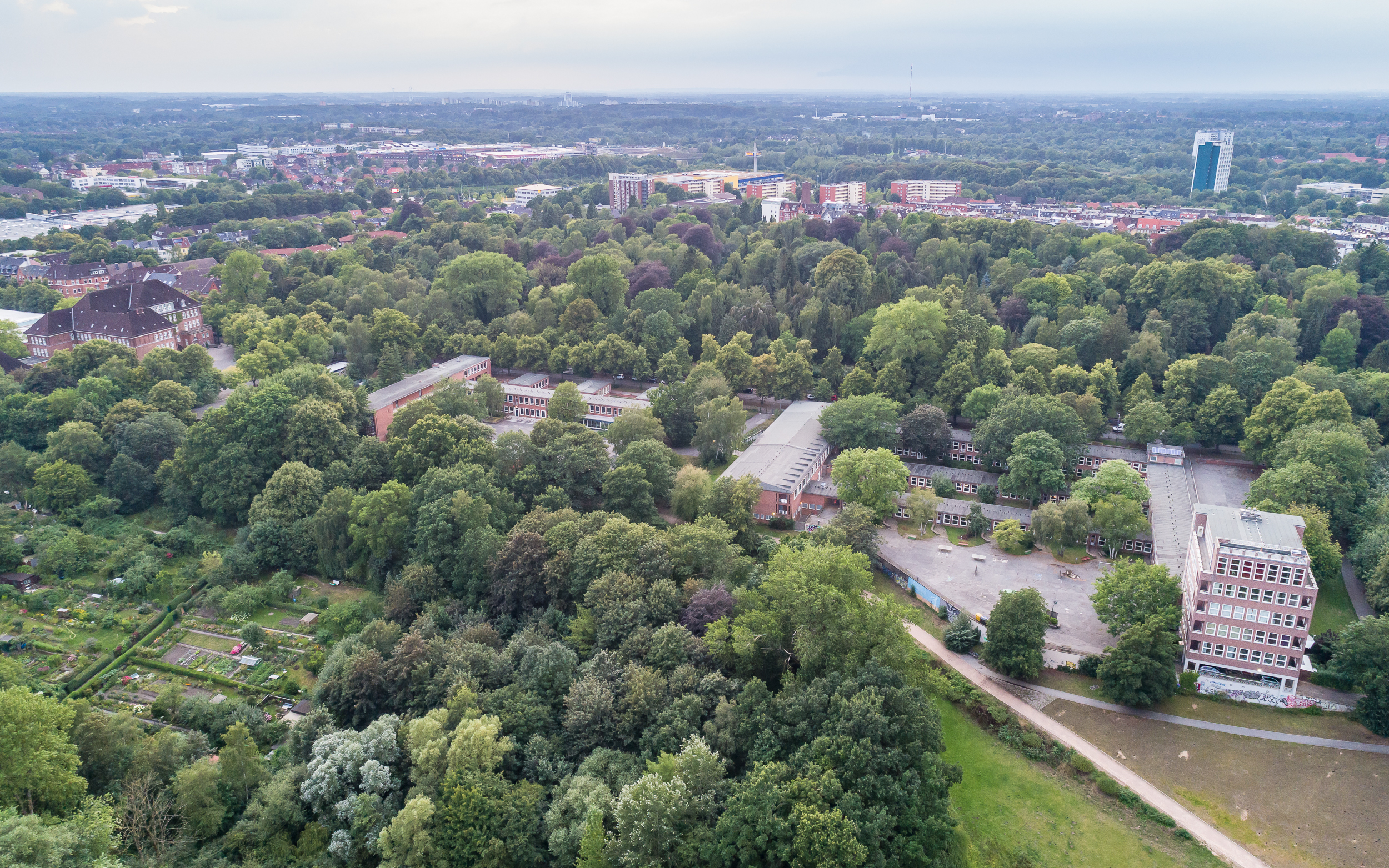
Luftaufnahme des Südfriedhofes (in oberer Bildhälfte)

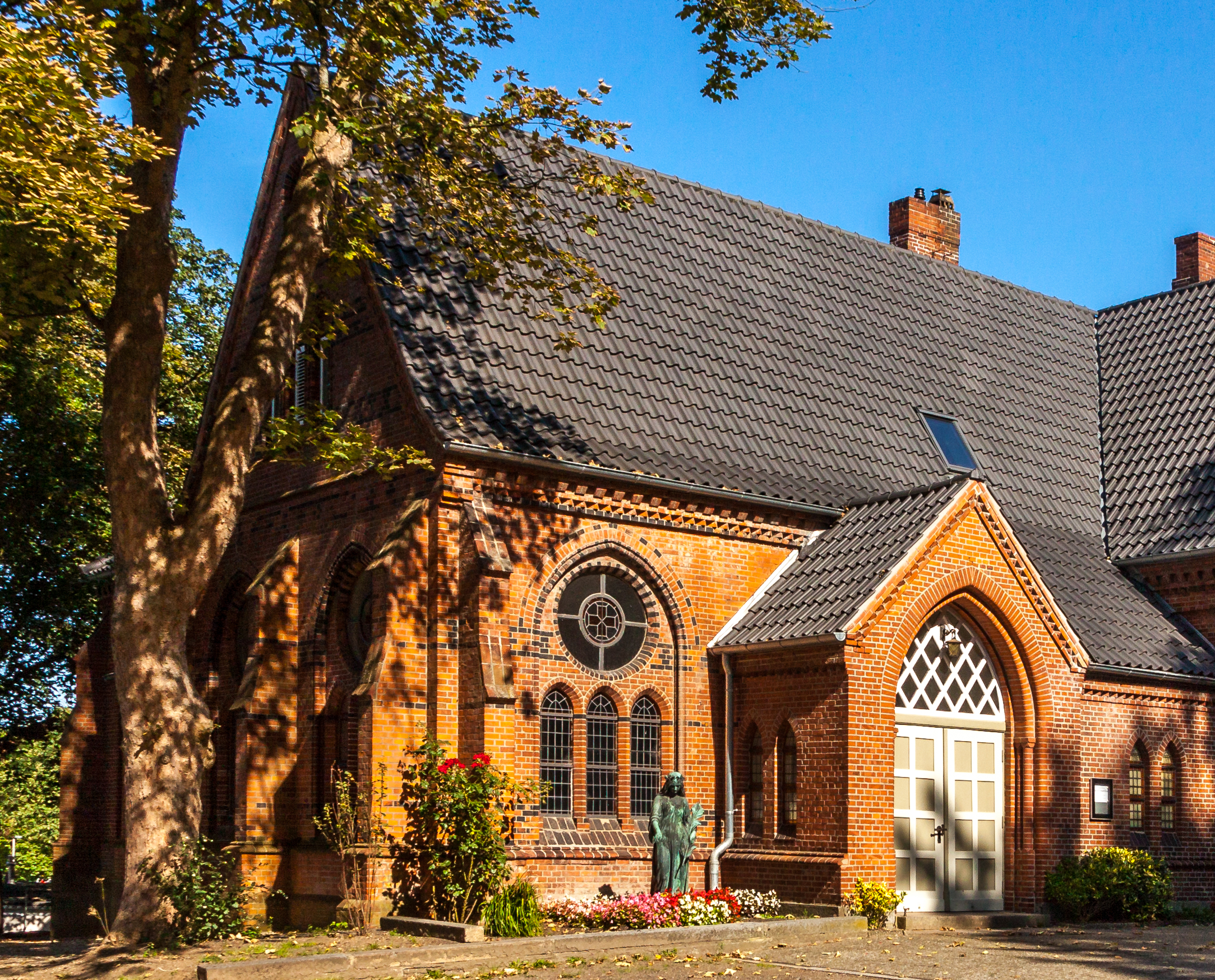
Kapelle auf dem Kieler Südfriedhof

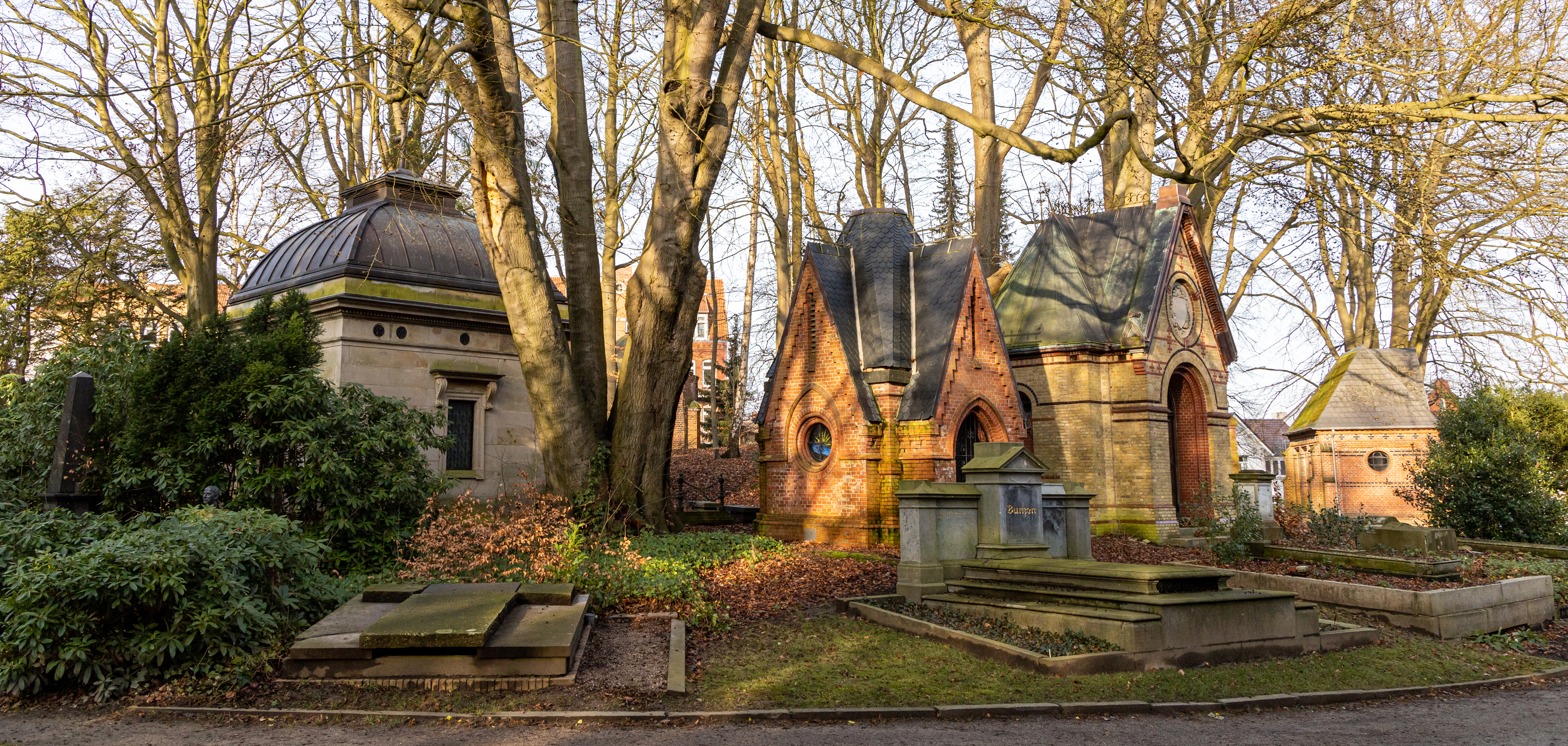
Der Kapellenberg auf dem Kieler Südfriedhof

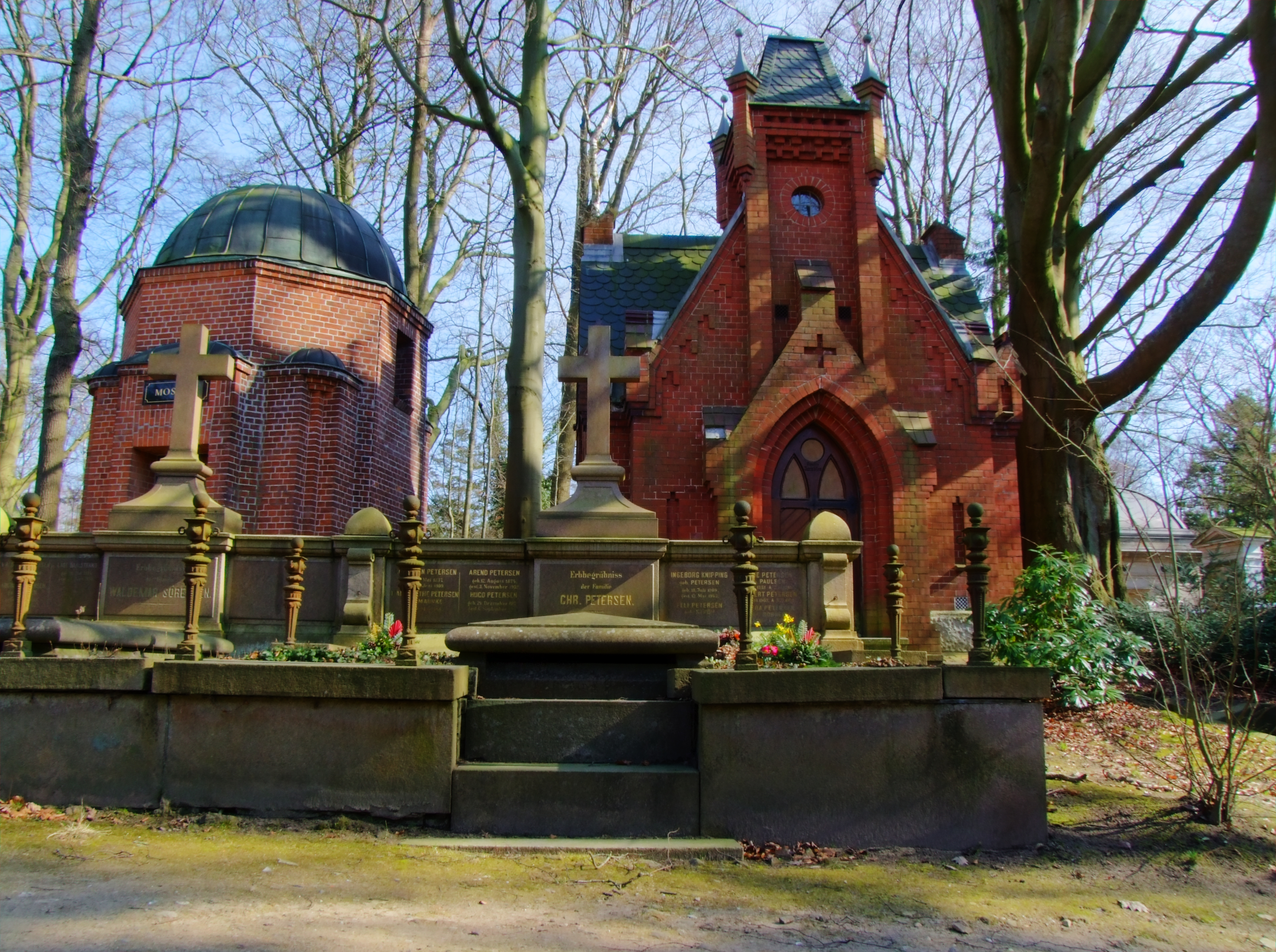
Südfriedhof Kapellenberg

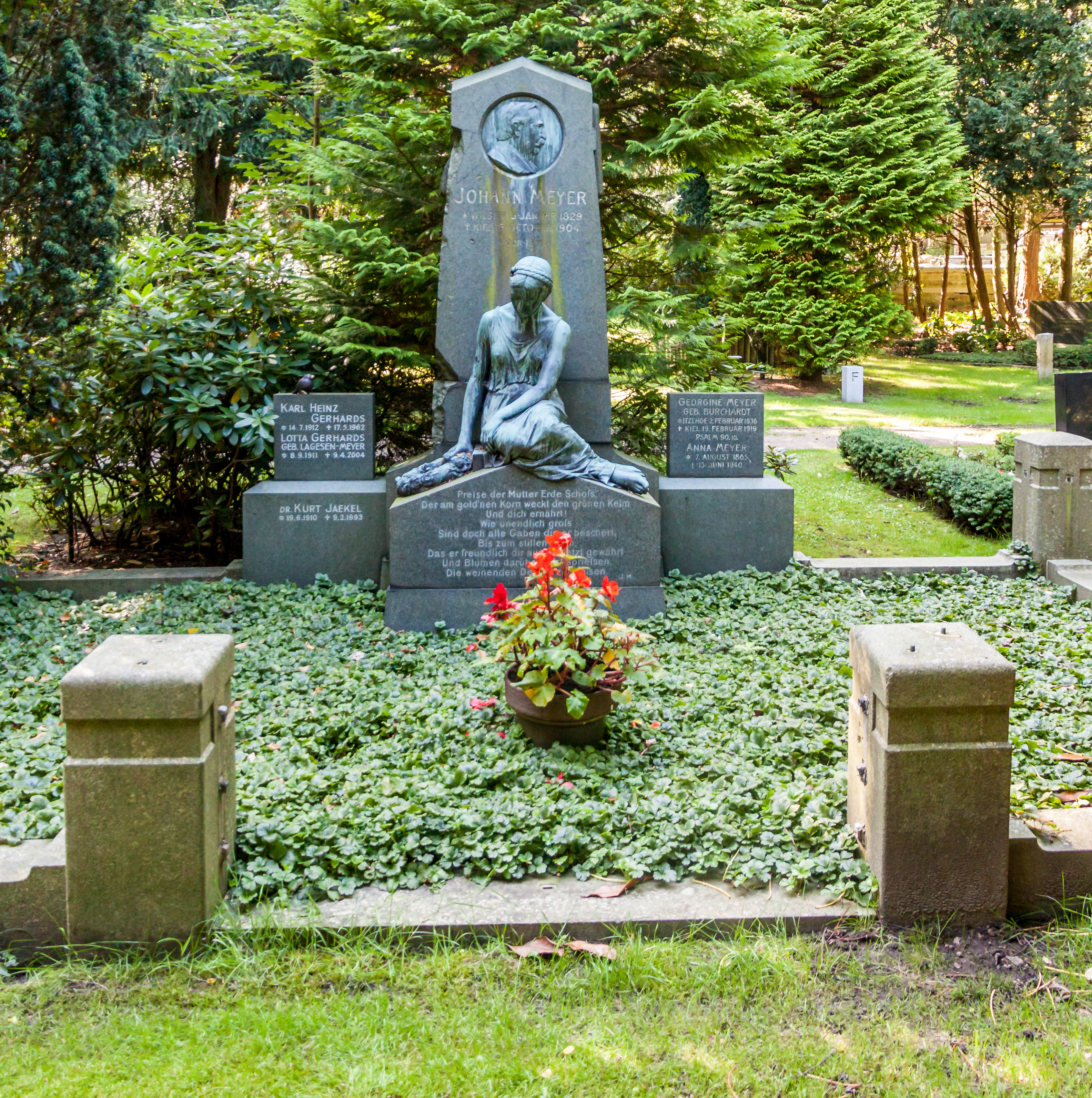
Grab Johann Meyer

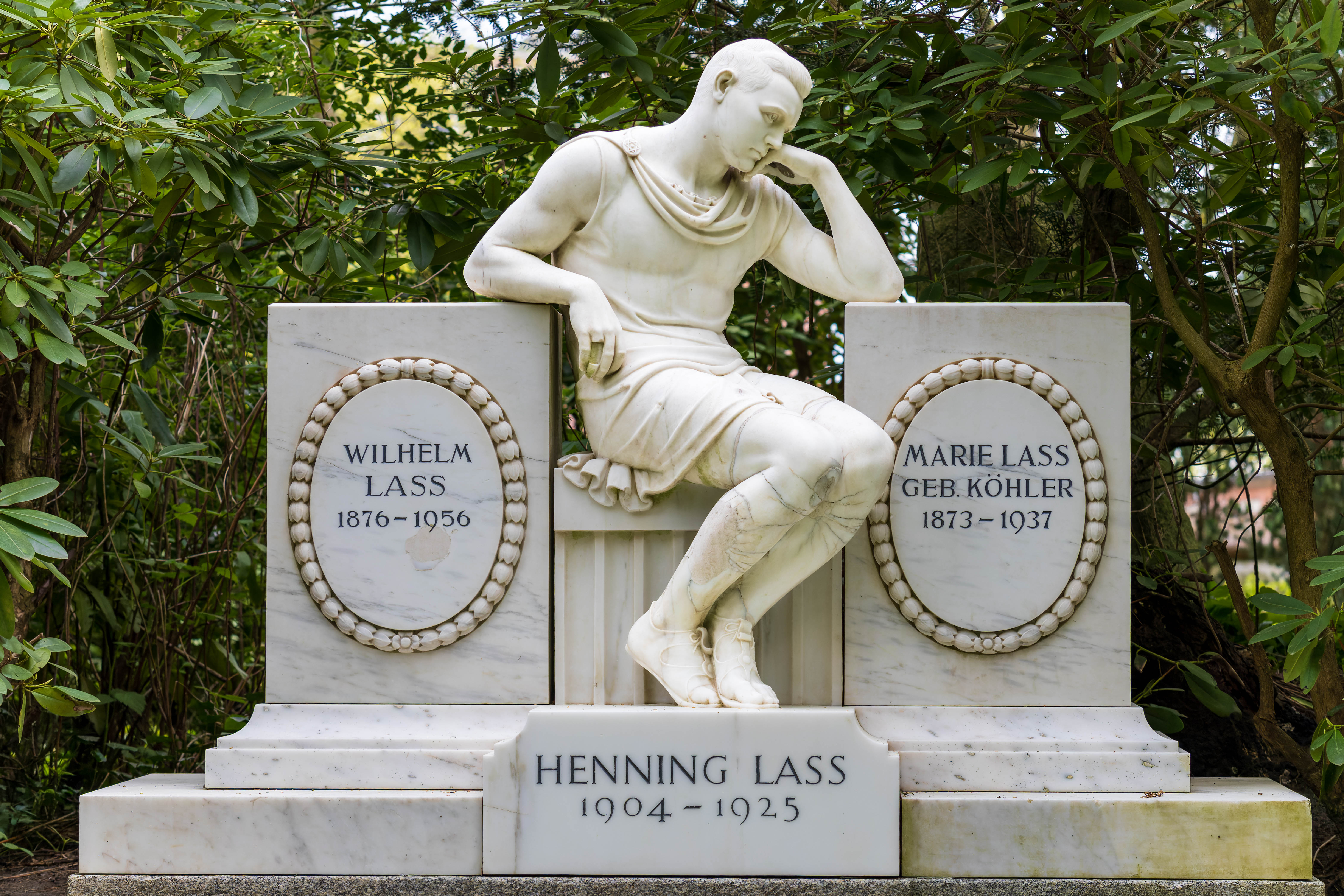
Das Grabmal der Grabstätte Lass

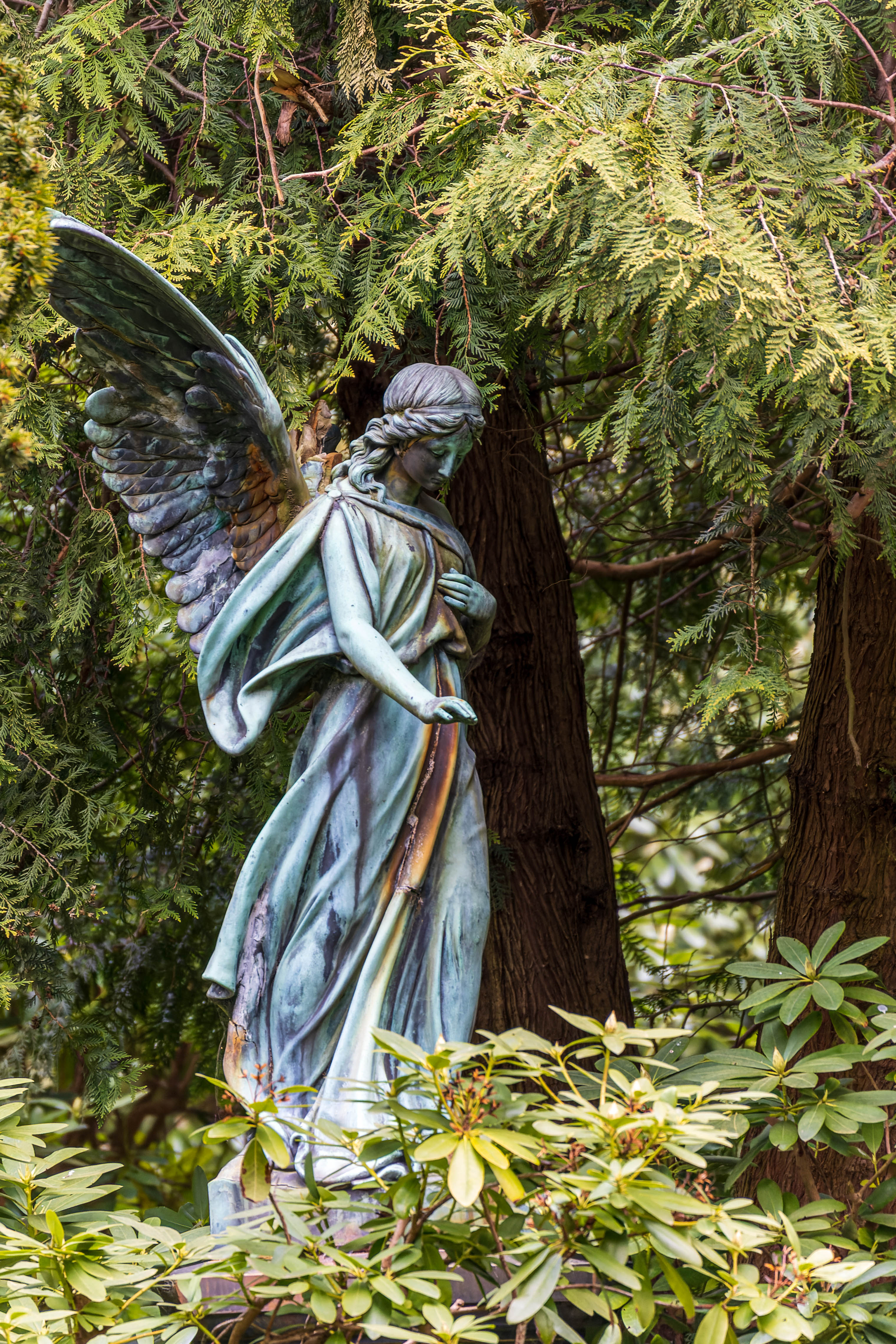
Grabmal auf dem Südfriedhof

Der Südfriedhof in Kiel wurde 1869 eröffnet und gilt als die erste vollständig als Parkfriedhof durchgestalte Anlage in Deutschland. Er liegt etwa zwei Kilometer südwestlich der Altstadt zwischen dem Winterbeker Weg und der Saarbrückenstraße. Nach dem Friedhof ist der ihn umgebende Stadtteil Südfriedhof benannt.

## Gestaltung
Am Haupteingang befindet sich der künstlich angelegte Kapellenberg mit Grabstätten wohlhabender Bürgerfamilien aus dem ausgehenden 19. Jahrhundert. Die Grabkapellen, Mausoleen und Grüfte sind in einem doppelten Ring angeordnet.
Die Anlage des Friedhofs vermeidet Wegachsen, die Wege verlaufen im Bogen um Felder, die sich in der Form unterscheiden und auch unterschiedlich zueinander gesetzt sind. Der Südfriedhof ist ein frühes Beispiel für eine parkähnlich angelegte Begräbnisstätte, er steht seit 1995 unter Denkmalschutz. Das Areal steht unter der Trägerschaft der evangelisch-lutherischen Kirche.

## Geschichte
1865 wurden erste Grundstücke für den Friedhof angekauft. Der Landschaftsgärtner Wilhelm Benque, der auch den Bremer Bürgerpark entwarf, legte 1866 einen ersten Entwurf für den neuen Friedhof vor. 1867 folgte dann ein überarbeiteter Entwurf, und die Erdarbeiten waren noch im gleichen Jahr im Wesentlichen abgeschlossen. 1868 wurde mit der Bepflanzung des Gartens begonnen. Am 30. April 1869 wurde der Friedhof dann unter dem Namen Neuer Kirchhof eingeweiht. Durch Ankauf weiterer Ländereien vergrößerte man den Friedhof in den Jahren 1888/1889 auf die heutige Fläche von ca. 13 Hektar. Mit der Eröffnung des neuen Friedhofs Eichhof im Jahre 1901 erhielt der Friedhof dann seinen jetzigen Namen Südfriedhof. Seit Eröffnung wurden auf dem Areal rund 90.000 Menschen bestattet.

## Gräber bekannter Persönlichkeiten
Die in Klammern angegebenen Buchstaben-Zahlen-Kombinationen
bezeichnen das Feld und die Grabnummer.
- Wilhelm Hans Ahlmann (1817–1910), Politiker, Zeitungsverleger und Bankier (K/4)
- Bruno Diekmann (1897–1982), von 1950 bis 1951 Ministerpräsident des Landes Schleswig-Holstein (A/393)
- Jörn Eckert (1954–2006), Jurist (B)
- Johannes Faesch (1779–1856), Kaufmann und Bürgerworthalter (K/2)
- Klaus Groth (1819–1899), niederdeutscher Dichter (Oa/108)
- Wilhelm Halfmann (1896–1964), Bischof für Holstein (P)
- Albert Hänel (1833–1918), Jurist und Politiker (J/129)
- Claus Harms (1778–1855), Pfarrer und Theologe (C/117)
- Karl Friedrich Christian Hasselmann (1794–1882), Pfarrer und Politiker.
- Georg Howaldt (1841–1909), Werftgründer (A/428, im Jahr 2013 aufgelöst)
- Keith R. Kernspecht (1945 - 2024), Kampfkunstgroßmeister
- Herti Kirchner (1913–1939), Schauspielerin und Schriftstellerin
- Hermann Kobold (1858–1942), Astronom (FII/460)
- Johann Christian Kruse (1818–1898), Kaufmann und Politiker (FII/391)
- Hermann Luppe (1874–1945), von 1920 bis 1933 Oberbürgermeister von Nürnberg (FII/428)
- Johann Meyer (1829–1904), Schriftsteller
- Heinrich Moldenschardt (1839–1891), Architekt (Ob/479)
- Heinrich Mölling (1825–1888), erster Oberbürgermeister von Kiel (J/78)
- Adolf Mordhorst (1866–1951), Bischof für Holstein (P)
- Gustav Adolf Neuber (1850–1932), Mediziner (Q/40)
- Marcus Schlichting (1804–1875), Lehrer und Politiker (C/22)
- Heide Simonis (1943–2023), Politikerin
- Paul Wassily (1868–1951), Arzt, Maler und Kunstsammler (K)
- Theodor Wille (1818–1892), Kaufmann (Ehrengrab, Q/31-33)

## Grabmäler von bekannten Künstlern
Edvard Eriksen, der Schöpfer der Kleinen Meerjungfrau in Kopenhagen, entwarf das Grabmal der Grabstätte Lass (F/129).
Heinrich Mißfeldt schuf das Grabmal der Grabstätte Johann Meyer (Q/351), das Bildnismedaillon auf dem Grabmal von Joachim Bünsow (B/73) und das Bronzerelief auf dem Grabmal von Friedrich Wolgast (G/408).

## Friedhofsverwalter
- Friedhofsaufseher Heinrich Christian Lamp (1815–1895)
- Friedhofsverwalter Johannes August Christian Hansen (1842–1911)
- Friedhofsinspektor Wilhelm Martens (1880–1931)
- Friedhofsinspektor Rudolf Will (1889–1963)
- Friedhofsamtmann Johannes Rieper (1916–1991)

### Archivmaterial
- Johannes Rieper: „Ausstellung 100 Jahre Kieler Südfriedhof“. Umfangreiche Materialien-, Dokumenten- und Photosammlung, Archiv der Nordelbischen Evangelisch-Lutherischen Kirche